# Municipio de Davidson (Pensilvania)
El municipio de Davidson (en inglés, Davidson Township) es un municipio del condado de Sullivan, Pensilvania, Estados Unidos. Tiene una población estimada, a mediados de 2021, de 547 habitantes.

## Geografía
Está ubicado en las coordenadas 41°20′00″N 76°26′59″O / 41.33333, -76.44972.

## Demografía
Según la Oficina del Censo, en 2000 los ingresos medios de los hogares eran de $32,857 y los ingresos medios de las familias eran de $36,875. Los hombres tenían ingresos medios por $24,875 frente a los $22,054 que percibían las mujeres. Los ingresos per cápita eran de $14,483. Alrededor del 7.3% de la población estaba por debajo del umbral de pobreza.
De acuerdo con la estimación 2016-2020 de la Oficina del Censo, los ingresos medios de los hogares son de $39,625 y los ingresos medios de las familias son de $42,188. Alrededor del 8.9% de la población está por debajo del umbral de pobreza.